# 바이누크사미크어
바이누크사미크어는 세네갈 남부 카사만스강 이남의 기니비사우와 인접한 사미크 지역에서 사용되는 니제르콩고어족의 한 언어이다.